# Józef Głowiński
Józef Głowiński (ur. 1942 r.) – polski inżynier chemik. Absolwent Politechniki Wrocławskiej. Od 2003 r. profesor na Wydziale Chemicznym Politechniki Wrocławskiej.